# 3675 Kemstach
3675 Kemstach este un asteroid din centura principală, descoperit pe 23 decembrie 1982 de Liudmila Karacikina.